# Burgwall Gädebehn
Der Burgwall von Gädebehn, einem Ortsteil der Gemeinde Knorrendorf im Landkreis Mecklenburgische Seenplatte befindet sich etwa 600 Meter südlich des ehemaligen Gutshauses im Verlandungsgebiet des Gädebehner Sees. Der slawische Burgwall als ursprüngliche Inselburg im stark verlandeten Niederungsgebiet am Ostufer des Sees hat einen Durchmesser von nur fünfzig Metern, ist maximal 1,50 Meter hoch und besitzt eine allseitige Böschung. Im Volksmund wird die Burg auch als „Seewall“ oder „Werder“ bezeichnet. Die Burg gehört zu den kleinsten slawischen Wehranlagen in der Gegend. Keramikscherben wurden hier schon geborgen. Sie stammen aus der jungslawischen Zeit des 11. bis 12. Jahrhunderts. Möglicherweise lebte hier ein lokaler slawischer Adliger. In der Burg fanden maximal fünf bis zehn Holzbauten (Häuser, Brunnen usw.) Platz. Erdwälle sind keine mehr sichtbar. Die Burg war wohl nur mit Palisaden gesichert. Da am Gädebehner-, Möllner- und Kastorfer See, die früher noch einen großen See bildeten, mehrere slawische Burgen liegen, muss es sich hier früher um ein wichtiges Gebiet gehandelt haben. Man vermutet hier den Stammesmittelpunkt der slawischen Tollenser.